# Kirkefader
En kirkefader (latin: pater ecclesiasticus) er en teologisk forfatter fra oldkirken og den tidlige middelalder, som æres på grund af hans rene lære, trosvidnesbyrd og hellige liv.
I den katolske og ortodokse kirke forudsætter betegnelsen, at han er helgen.
Der er ca. 90 kirkefædre (patres ecclesiastici). De mest kendte er Clemens af Alexandria, Irenæus, Origenes, Tertullian, Hieronymus, Ambrosius, Johannes Chrysostomos og Augustin.